# Somali to Mori no Kamisama

Logo do anime Somali and the Forest Spirit

Somali and the Forest Spirit (ソマリと森の神様, Somari to Mori no Kamisama) é um mangá de fantasia japonês escrito por Yako Gureishi. É serializado on-line desde abril de 2015 através da revista online de mangá da Tokuma Shoten Web Comic Zenyon. Foi compilado em cinco volumes tankōbon. Uma adaptação em anime pela Satelight e HORNETS está sendo transmitida desde 9 de janeiro de 2020. É co-produzida pela Crunchyroll.

## Personagens
Somali (ソマリ, Somari)
Voz de: Inori Minase
Golem (ゴーレム, Gōremu)
Voz de: Daisuke Ono
Shizuno (シズノ)
Dublado por: Hiroki Nanami
Yabashira (ヤバシラ)
Voz de: Tatsuhisa Suzuki
Uzoi (ウゾイ)
Voz de: Saori Hayami
Haitora (ハイトラ)
Voz de: Yūki Ono
Kikila (キキーラ, Kikīra)
Voz de: Yū Kobayashi
Rosa-obasan (ローザおばさん)
Voz de: Rie Shibata
Musurika (ムスリカ)
Voz de: Show Hayami
Kokilila (コキリラ, Kokirira)
Voz de: Tomokazu Seki
Hazel (ヘイゼル, Heizeru)
Voz de: Ai Kayano
Praline (プラリネ, Purarine)
Voz de: Ayahi Takagaki

## Mídia

### Anime
Uma adaptação para anime foi anunciada em 22 de março de 2019. A série foi originalmente programada para estrear em outubro de 2019, mas a data de estreia foi adiada para janeiro de 2020. A série é co-animada pela Satelight e HORNETS, com Kenji Yasuda na direção e Ikuko Itoh no design dos personagens. Mariko Mochizuki é responsável pela composição da série e Ryo Yoshimata, da trilha sonora. Ele estreou em 9 de janeiro de 2020 na AbemaTV, Tokyo MX e BS-NTV. Naotarō Moriyama compôs a música de abertura, "Arigatō wa Kocchi no Kotoba", enquanto Inori Minase compôs a música de encerramento, "Kokoro Somali". A Crunchyroll estreou o primeiro episódio em 2 de janeiro de 2020, uma semana antes de sua exibição no Japão. O anime terá 12 episódios.